# پنج (فیلم ۲۰۱۱)
پنج (به انگلیسی: Five) یک فیلم تلویزیونی محصول سال ۲۰۱۱ آمریکا است که اولین بار ۱۰ اکتبر از شبکه لایف‌تایم پخش شد.

## داستان
این فیلم گلچینی از پنج فیلم کوتاه است که به بررسی تأثیرات مثبت یا منفی سرطان پستان بر زندگی مردم می‌پردازد.

## شخصیت ها

### بخش میا
- پاتریشا کلارکسون در نقش میا نوولس
- تونی شالهوب در نقش میچ تیلور
- کتی ناجیمی در نقش راکی
- رومی روزمونت در نقش لین
- آندریا بندوالد در نقش کیت

### بحش پیرل
- جین تریپل‌هورن در نقش دکتر پیرل جارنت
- باب نیوهارت در نقش دکتر روث
- آلن راک در نقش سم جارنت
- جفری تامبر در نقش دنی دینلیر
- اسکات ویلسون در نقش بیل پیر
- تالیان رایت در نقش شارلوت شش ساله

### بخش لیلی
- رزاریو داوسون در نقش لیلی
- جنیفر لوئیس در نقش مگی
- تریسی الیس راس در نقش آلیسا

### بخش شارلوت
- جنیفر گودوین در نقش شارلوت
- آوا اکرس در نقش پیرل جوان
- جاش هالووی در نقش بیل
- کارلا گالو در نقش لورا
- آیشا هیندز در نقش برنایس
- جنیفر موریسون در نقش شیلا
- آستین نیکولز در نقش ادوارد
- آنی پاتس در نقش هلن ، مادر شارلوت

### بخش چیان
- لیندزی فونسکا در نقش چیان
- تیلور کینی در نقش تامی

## جوایز
| سال  | جایزه                               | دسته بندی | دریافت کننده                                               | نتیجه    |
| ---- | ----------------------------------- | --- | ---------------------------------------------------------- | -------- |
| 2012 | جایزهٔ امی ساعات پربیننده            | جایزهٔ امی ساعات پربیننده برای بهترین بازیگردانی برای مجموعهٔ تلویزیونی کوتاه، فیلم تلویزیونی یا ویژه‌برنامه           | رندی هیلر تامارا ناتکات                                    | نامزدشده |
| 2012 | جایزه چرخ سیاه (بلک ریل)            | جایزه چرخ سیاه برای بهترین بازیگر زن : فیلم/تلویزیون کابلی                                                          | رزاریو داوسون                                              | نامزدشده |
| 2012 | جایزه چرخ سیاه (بلک ریل)            | جایزه چرخ سیاه برای بهترین بازیگر زن : فیلم/تلویزیون کابلی                                                          | تریسی الیس راس                                             | نامزدشده |
| 2012 | جایزه چرخ سیاه (بلک ریل)            | جایزه چرخ سیاه برای بهترین بازیگر زن : فیلم/تلویزیون کابلی                                                          | جنیفر لوئیس                                                | نامزدشده |
| 2012 | جایزه چرخ سیاه (بلک ریل)            | فیلم تلویزیونی یا مینی سریال برجسته                                                                                 | ناتالی نوگیل                                               | نامزدشده |
| 2012 | جایزه انجمن بازیگران آمریکا         | دستاورد بازیگران در فیلم تلویزیونی یا مینی سریال                                                                    | رندی هیلر تامارا ناتکات                                    | نامزدشده |
| 2012 | جایزه تلویزیونی برگزیده منتقدان     | جایزه تلویزیونی برگزیده منتقدان برای بهترین بازیگر نقش مکمل زن در یک فیلم / سریال کوتاه                             | پاتریشیا کلارکسون                                          | نامزدشده |
| 2012 | جایزه انجمن کارگردانان آمریکا       | انجمن کارگردانان آمریکا جایزه برای کارگردانی برجسته در فیلم تلویزیونی                                               | جنیفر آنیستون پتی جنکینس الیشیا کیز دمی مور پنلوپه اسفیریس | نامزدشده |
| 2012 | جوایز گریسی                         | درام برجسته | جنیفر آنیستون پتی جنکینس الیشیا کیز دمی مور پنلوپه اسفیریس | برنده    |
| 2012 | جایزه ایمیج                         | جایزهٔ امیج برای بهترین مجموعهٔ تلویزیونی کوتاه، فیلم تلویزیونی یا ویژه‌برنامه                                         | پروژه پنج                                                  | نامزدشده |
| 2012 | جایزه ایمیج                         | جایزهٔ ایمیج برای بهترین بازیگر نقش اول زن در بخش فیلم‌های تلویزیونی، مجموعه‌های تلویزیونی کوتاه یا ویژه‌برنامه‌های درام | جنیفر لوئیس                                                | نامزدشده |
| 2012 | جایزه ایمیج                         | جایزهٔ ایمیج برای بهترین بازیگر نقش اول زن در بخش فیلم‌های تلویزیونی، مجموعه‌های تلویزیونی کوتاه یا ویژه‌برنامه‌های درام | رزاریو داوسون                                              | نامزدشده |
| 2012 | جایزه ایمیج                         | جایزهٔ ایمیج برای بهترین بازیگر نقش اول زن در بخش فیلم‌های تلویزیونی، مجموعه‌های تلویزیونی کوتاه یا ویژه‌برنامه‌های درام | تریسی الیس راس                                             | نامزدشده |
| 2012 | جوایز ایمجن                         | بهترین برنامه ساعات پر بیننده : ویژه برنامه یا فیلم هفته                                                            | پروژه پنج                                                  | نامزدشده |
| 2012 | جوایز ایمجن                         | بهترین بازیگر زن تلویزیون                                                                                           | رزاریو داوسون                                              | نامزدشده |
| 2012 | جایزه انجمن ملی ارتباطات چند قومیتی | بهترین عملکرد - درام                                                                                                | جنیفر لوئیس                                                | نامزدشده |
| 2012 | جایزه انجمن ملی ارتباطات چند قومیتی | بهترین عملکرد - درام                                                                                                | رزاریو داوسون                                              | نامزدشده |
| 2012 | جایزهٔ انجمن نویسندگان آمریکا        | نسخه بلند - اصلی | دیدره اوکانور                                              | نامزدشده |
| 2012 | جایزهٔ انجمن نویسندگان آمریکا        | نسخه بلند - اصلی | 'استفن گودچاکس                                             | نامزدشده |
| 2012 | جایزهٔ انجمن نویسندگان آمریکا        | نسخه بلند - اصلی | هاوارد موریس                                               | نامزدشده |
| 2012 | جایزهٔ انجمن نویسندگان آمریکا        | نسخه بلند - اصلی | جیل گوردون                                                 | نامزدشده |
| 2012 | جایزهٔ انجمن نویسندگان آمریکا        | نسخه بلند - اصلی | وندی وست                                                   | نامزدشده |